# Charlie McDowell
Charles Malcolm McDowell, född 10 juli 1983 i Los Angeles, är en amerikansk filmregissör och manusförfattare. Han är mest känd för sin film The One I Love.
I september 2020 meddelade McDowell sin förlovning med skådespelerskan Lily Collins. Paret gifte sig i september 2021.